# Багай (приток Терешки)
Багай — река в России, протекает в Вольском районе Саратовской области к западу от Вольска. Устье реки находится по левому берегу реки Терешка. Длина реки составляет 26 км. Площадь водосборного бассейна — 321 км².
Река протекает через Барановку Барановского муниципального образования.

## Данные водного реестра
По данным государственного водного реестра России относится к Нижневолжскому бассейновому округу, водохозяйственный участок реки — Терешка от истока и до устья, речной подбассейн реки — подбассейн отсутствует. Речной бассейн реки — Волга от верховий Куйбышевского вдхр. до впадения в Каспий.
Код объекта в государственном водном реестре — 11010001912112100010622.